# (19778) Louisgarcia
(19778) Louisgarcia (2000 QE29) – planetoida z pasa głównego asteroid okrążająca Słońce w ciągu 4,84 lat w średniej odległości 2,86 j.a. Odkryta 24 sierpnia 2000 roku.